# Hryć Terszakoweć
Hryć Terszakoweć, Hryńko Terszakowec (ukr. Гриць Тершаковець; ur. 15 lutego 1877 w Jakimczycach w powiecie rudeckim, zm. w 1958 we Lwowie) – ukraiński polityk i chłopski działacz społeczny.
W latach 1913–1914 był posłem do Sejmu Krajowego Galicji, następnie członkiem Ukraińskiej Rady Narodowej i Kongresu Pracy Ukrainy. W latach 1928–1938 poseł do polskiego Sejmu II, III i IV kadencji, członek Centralnego Komitetu Ukraińskiego Zjednoczenia Narodowo-Demokratycznego (UNDO). W latach 1928–1936 wiceprezes UNDO. Działacz towarzystw Proswita i Silśkyj Hospodar.
Po agresji ZSRR na Polskę 30 września 1939 aresztowany we Lwowie przez NKWD, został zesłany do łagrów, w których spędził szesnaście lat. Uwolniony w 1956. Zmarł dwa lata później.